# Grizzled Young Veterans
I Grizzled Young Veterans sono un tag team di wrestling composto da James Drake e Zack Gibson.
Si sono esibiti in WWE dal 2019 al 2023 vincendo una volta l'NXT UK Tag Team Championship.

## Storia

### Circuito indipendente (2017–2018)
Drake e Gibson formarono un tag team chiamato Grizzled Young Veterans nella Progress Wrestling. I Grizzled Young Veterans sconfissero Chris Brookes e Kid Lykos di CCK per diventare i Progress Wrestling Tag Team Champions. I due poi difesero con successo i titoli contro gli Aussie Open (Kyle Fletcher e Mark Davis) a Progress Chapter 59. A Chapter 61, inoltre, i Grizzled Young Veterans difesero con successo i titoli contro i Moustache Mountain (Trent Seven e Tyler Bate).

### WWE (2019–2023)

#### NXT UK(2019–2020)
Il 12 gennaio 2019, a NXT UK TakeOver: Blackpool, Drake e Gibson sconfissero i Moustache Mountain (Trent Seven e Tyler Bate) vincendo l'NXT UK Tag Team Championship. Il 31 agosto, a NXT UK TakeOver: Cardiff, Drake e Gibson persero le cinture dopo 231 giorni di regno contro Flash Morgan Webster e Mark Andrews in un Triple Threat Tag Team match che comprendeva anche il Gallus (Mark Coffey e Wolfgang). Nel gennaio del 2020 i Grizzled Young Veterans, dopo aver perso i titoli di coppia, parteciparono al torneo Dusty Rhodes Tag Team Classic sconfiggendo Alex Shelley e Kushida nei quarti e gli NXT Tag Team Champions dell'Undisputed Era (Bobby Fish e Kyle O'Reilly) nelle semifinali, venendo tuttavia sconfitti nella finale dai BroserWeights (Matt Riddle e Pete Dunne), i quali si aggiudicarono il torneo.

#### NXT(2020–2023)
Nella puntata di NXT del 19 febbraio 2020 i Grizzled Young Veterans apparvero ufficialmente nello show sconfiggendo Joaquin Wilde e Raul Mendoza. I Grizzled Young Veterans tornarono, dopo una lunghissima assenza, nella puntata di NXT del 25 novembre attaccando gli Ever-Rise. Nella puntata di NXT del 13 gennaio i Grizzled Young Veterans sconfissero gli Ever-Rise negli ottavi di finale del Dusty Rhodes Tag Team Classic. Nella puntata di NXT del 27 gennaio i Grizzled Young Veterans sconfissero Kushida e Leon Ruff nei quarti di finale del torneo. Nella puntata di NXT del 10 febbraio i Grizzled Young Veterans sconfissero Timothy Thatcher e Tommaso Ciampa nelle semifinali del torneo, qualificandosi per la finale. Il 14 febbraio, a NXT TakeOver: Vengeance Day, i Grizzled Young Veterans affrontarono gli MSK nella finale del torneo venendo sconfitti. Il 7 aprile, nella prima serata di NXT TakeOver: Stand & Deliver, i Grizzled Young Veterans presero parte ad un Triple Threat Tag Team match per il vacante NXT Tag Team Championship che comprendeva anche il Joaquin Wilde e Raul Mendoza e gli MSK ma il match venne vinto da questi ultimi. Nella puntata di NXT 2.0 del 5 ottobre i Grizzled Young Veterans parteciparono ad un Fatal 4-Way Tag Team Elimination match per l'NXT Tag Team Championship che comprendeva anche i campioni, gli MSK, Brooks Jensen e Josh Briggs e Carmelo Hayes e Trick Williams ma vennero eliminati da Brooks e Jensen. Nella puntata di NXT 2.0 del 25 gennaio i GYV (acronimo del loro precedente nome) sconfissero Andre Chase e Bodhi Hayward nei quarti di finale del Dusty Rhodes Tag Team Classic, ma nella semifinale, svoltasi l'8 febbraio, furono sconfitti ed eliminati dai Creed Brothers.
Nella puntata di NXT 2.0 del 19 luglio Drake e Gibson si rivelarono essere gli assistiti di Joe Gacy nella Dyad come (rispettivamente) Jagger Reid e Rip Fowler, dato che i due erano già apparsi incappucciati al servizio di Gacy sconfiggendo (ad NXT 2.0) dapprima di Creed Brothers e poi Dante Chen e Javier Bernal (rispettivamente 14 e 28 giugno).

## Nel wrestling

### Mosse finali
- In coppia

- Ticket to Mayhem (Kneeling reverse piledriver e Double knee facebreaker in combinazione)

- James Drake
  - Downswing (Tombstone facebuster)
- Zack Gibson
  - Shankly Gates (Grounded top wrist lock)

### Manager
- Joe Gacy

### Musiche d'ingresso
- Grit Your Teeth (2018–2022)
- On the Other Side (2022–2023)

## Titoli e riconoscimenti
- Progress Wrestling
  - Progress Tag Team Championship (2)

- Pro Wrestling Illustrated
  - 205° tra i 500 migliori wrestler singoli nella PWI 500 (2019) – James Drake
  - 207° tra i 500 migliori wrestler singoli nella PWI 500 (2019) – Zack Gibson

- WWE
  - NXT UK Tag Team Championship (1)